# Софронов Михайло Євграфович
Миха́йло Євгра́фович Софро́нов  (11 (23) жовтня 1873, місто Вознесенськ, нині Миколаївської області — 24 листопада 1944, Ленінабад, нині Ходжент у Таджикистані) — український учений, агроном.

## Біографічні дані
1898 року закінчив Новоолександрійський інститут сільського господарства та лісівництва (тепер Польща).
Працював в навчальних закладах Києва, Умані, Луганська та інших міст. Зокрема:
- 1903–1908 — у Київському політехнічному інституті,
- 1908–1911 — в Уманському училищі садівництва та землеробства,
- 1914–1916 — в Чернігівському губернському земстві,
- 1921–1931 — в Уманському сільськогосподарському інституті,
- 1931–1939 — у Луганському (Ворошиловградському) сільськогосподарському інституті, надалі професор
- 1939–1941 — у Білоруському сільськогосподарському інституті.

У 1911 Сафронова засуджено до року тюремного ув'язнення за «недонесення» про нелегальні зібрання учнів та про таємну друкарню й бібліотеку.  
Після 1941 працював у навчальних закладах і науково-дослідних установах Ташкента та Ленінабада (нині Ходжент).

## Наукова діяльність
Праці з питань садівництва і городництва.